# Лисмор (Уотерфорд)
Лисмор (англ. Lismore; ирл. Lios Mór (Люс-Мор)) — (малый) город в Ирландии, находится в графстве Уотерфорд (провинция Манстер) у реки Блэкуотер и трассы N72. Одна из достопримечательностей поселения — замок Лисмор.
В Австралии у Лисмора есть одноимённый город-побратим.
В 2004 году город выигрывал Irish Tidy Towns Competition.

## Демография
Население — 1240 человек (по переписи 2006 года). В 2002 году население составляло 1182 человек. При этом, население внутри городской черты (legal area) было 790, население пригородов (environs) — 450.
Данные переписи 2006 года:
| Общие демографические показатели |               |                               |                               |      |      |
| Всё население                    | Всё население | Изменения населения 2002—2006 | Изменения населения 2002—2006 | 2006 | 2006 |
| 2002                             | 2006          | чел.                          | %                             | муж. | жен. |
| 1182                             | 1240          | 58                            | 4,9                           | 637  | 603  |

В нижеприводимых таблицах сумма всех ответов (столбец «сумма»), как правило, меньше общего населения населённого пункта (столбец «2006»).
| Религия (Тема 2 — 5 : Число людей по религиям, 2006) |             |                |             |            |       |      |
| Католики, чел.                                       | Католики, % | Другая религия | Без религии | не указано | сумма | 2006 |
| 1076                                                 | 86,8        | 89             | 62          | 13         | 1240  | 1240 |

| Этно-расовый состав (Этничность. Тема 2 — 3 : Постоянное население по этническому или культурному происхождению, 2006) |            |              |       |        |        |            |       |       |
| Белые ирландцы | Лухт-шулта | Другие белые | Негры | Азиаты | Другие | Не указано | сумма | 2006  |
| 1089 | 2          | 98           | 1     | 0      | 15     | 18         | 1223  | 1240  |
| Доля от всех отвечавших на вопрос, %                                                                                   |            |              |       |        |        |            |       |       |
| 89,0 | 0,2        | 8,0          | 0,1   | 0,0    | 1,2    | 1,5        | 100   | 98,61 |

1 — доля отвечавших на вопрос о языке от всего населения.
| Владение ирландским языком (Тема 3 — 1 : Число людей от 3 лет и старше по способности говорить по-ирландски, 2006) |      |            |       |       |
| Владеете ли Вы ирландским языком?                                                                                  |      |            |       |       |
| Да | Нет  | Не указано | сумма | 2006  |
| 527 | 643  | 24         | 1194  | 1240  |
| Доля от всех отвечавших на вопрос о языке, %                                                                       |      |            |       |       |
| 44,1 | 53,9 | 2,0        | 100   | 96,31 |

1 — доля отвечавших на вопрос о языке от всего населения.
| Использование ирландского языка (Тема 3 — 2 : Говорящие по-ирландски от 3 лет и старше по частоте использования ирландского языка, 2006) |                                                            |                                               |                                               |                                               |                                               |                                               |       |                                     |      |
| Как часто и где Вы говорите по-ирландски?                                                                                                |                                                            |                                               |                                               |                                               |                                               |                                               |       |                                     |      |
| ежедневно, только в образовательных учреждениях                                                                                          | ежедневно, как в образовательных учреждениях, так и вне их | в других местах (вне образовательной системы) | в других местах (вне образовательной системы) | в других местах (вне образовательной системы) | в других местах (вне образовательной системы) | в других местах (вне образовательной системы) | сумма | всего, отвечавших на вопрос о языке | 2006 |
| ежедневно, только в образовательных учреждениях                                                                                          | ежедневно, как в образовательных учреждениях, так и вне их | ежедневно                                     | каждую неделю                                 | реже                                          | никогда                                       | не указано                                    | сумма | всего, отвечавших на вопрос о языке | 2006 |
| 124 | 2                                                          | 10                                            | 26                                            | 165                                           | 194                                           | 6                                             | 527   | 1194                                | 1240 |
| Доля от всех отвечавших на вопрос о языке, %                                                                                             |                                                            |                                               |                                               |                                               |                                               |                                               |       |                                     |      |
| 10,4 | 0,2                                                        | 0,8                                           | 2,2                                           | 13,8                                          | 16,2                                          | 0,5                                           | 44,1  | 100                                 |      |

| Типы частных жилищ (Тема 6 — 1(a) : Число частных домовладений по типу размещения, 2006) |          |         |                 |            |       |      |
| Отдельный дом                                                                            | Квартира | Комната | Переносные дома | не указано | сумма | 2006 |
| 432                                                                                      | 27       | 1       | 0               | 8          | 468   | 1240 |